# Соперничество Габсбургов и Франции

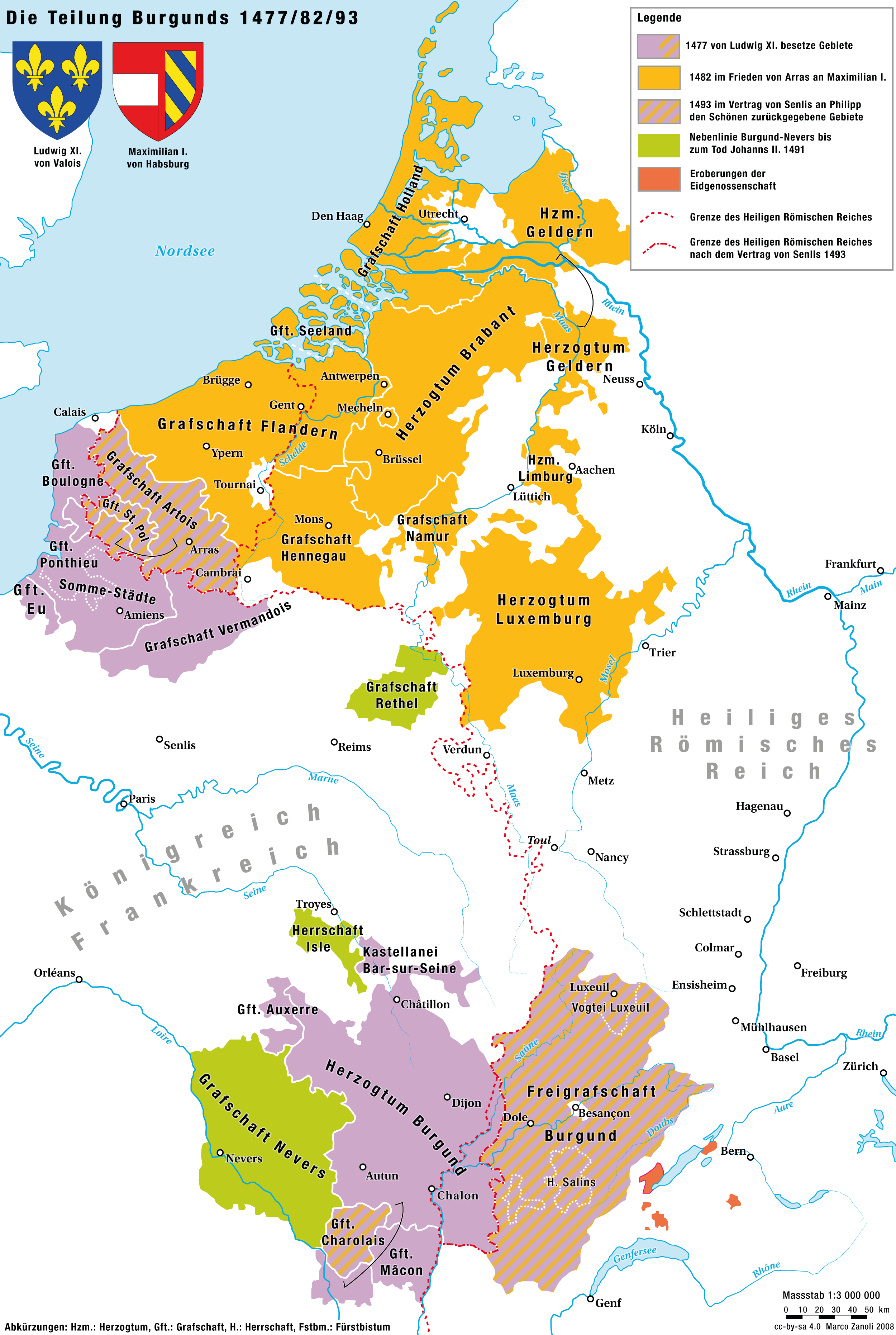
Раздел владений бургундского герцога Карла Смелого

Соперничество Габсбургов и Франции — соперничество императоров Священной Римской империи из династии Габсбургов и королей Франции из династий Валуа и Бурбонов в XV—XVIII веках.

## История
Благодаря браку Максимилиана Габсбурга и Марии Бургундской в 1477 году Габсбурги получили богатейшие «Нижние Земли» (Нидерланды в широком смысле) и стратегически расположенное в сердце Европы графство Франш-Конте. Затем, в 1496 году, брак сына Максимилиана Филиппа Красивого с дочерью короля Испании Хуаной окончательно укрепил Габсбургов в роли самой могущественной династии Европы, да и всего мира: в состав испанского наследства Хуаны входили Сицилийское королевство на юге Италии и неуклонно расширявшиеся колонии в Новом Свете. Сын Филиппа Красивого и Хуаны император Священной Римской империи и испанский король Карл V в 1556 году отрёкся от титула императора Священной Римской империи в пользу своего младшего брата Фердинанда. Так линии испанских и австрийских Габсбургов разделились, но они проводили согласованную политику.
Габсбурги вместе с Бургундией унаследовали давнюю вражду тамошних правителей с французской короной, которую усугубили спор за западные области Бургундии. Французские короли не могли не замечать, что Габсбурги окружают их своими владениями. В 1528 году на почве взаимной заинтересованности в ослаблении державы Карла V французский король Франциск I даже вступил в союз с Османской империей. Соединению бургундских и австрийских владений Габсбургов препятствовало цветущее Миланское герцогство, которое Карл V оккупировал в 1535 году. За обладание этими землями он вёл с французами изнурительные Итальянские войны, продолжавшиеся до 1559 года. 
Затем габсбургские и французские монархи были противниками в Войне за клевское наследство (1609—1610), Тридцатилетней войне (1635—1648), франко-испанской войне (1635—1659), Деволюционной войне (1667—1668), Голландской войне (1672—1678), франко-испанской войне (1683—1684), Войне Аугсбургской лиги (1688—1697), Войне за испанское наследство (1701—1714), Войне за польское наследство (1733—1735) и Войне за австрийское наследство (1740—1748). 
Противостоянию Габсбургов и французских королей положила конец только «дипломатическая революция» 1756 года.